# Dicamptus lambai
Dicamptus lambai là một loài tò vò trong họ Ichneumonidae.